# 草街街道
草街街道，是中华人民共和国重庆市合川区下辖的一个街道级行政单位。合川东部新城区，草街信息产业城。

## 行政区划
草街街道下辖以下地区：
草街社区、古圣村、桂林村、龙潭村、高枧村、大庙村、玉龙村、九石村、枫木村和百岁村。

## 概況
位於縣境東南，以駐地草街子得名。草街子初建於清乾隆年問，名吉安場。距縣城24公里。因此場常毀於洪水，其後居民以竹木結草為屋，相連成市，遂名草街。面積24.12平方公里。8960人(農業人口7448人)。設草街居民委員會。轄虯門、古聖、匯園、桂林、荷溝、龍潭、老岩7個村。地屬山區，有成片林5600畝。有耕地7694畝(田3047畝)。水庫1座，電灌站1處，北部山區靠埝塘蓄水。主產糧食，亦產油菜子、土煙、藥材等。嘉陵江通水運，並有一條簡易公路。境內有鳳凰山古聖寺。

### 沿革
- 清代為草街子場，屬明月里。
- 民國20年（1931年），並麻柳坪場、草街子場置草街鎮。1939年改鄉。
- 1953年2月19日分草街、鹽井鄉置麻柳鄉。
- 1953年10月23日分草街鄉置草街鎮，1956年麻柳鄉併入草街鄉，1958年草街鎮併入草街鄉，1962年8月复置麻柳鄉
- 1968年，草街改名朝陽，麻柳改名紅岩。
- 1981年3月，麻柳鄉改稱柳坪鄉。
- 1983年復為草街鄉。
- 1992年柳坪鄉併入建鎮，轄虯門、古聖、匯園、桂林、荷溝、龍潭、老岩、麻柳、汪岩、金屏、岩口、鳳溪12個行政村和草街、柳坪2個居委會。
- 1992年並灘子、龍洞兩鄉建灘子鎮，轄大廟、風門、筆柏、江家、溫家、玉龍、草鋪、九石、龍吟、鏡塆、川廟、百歲、楓木、五郎14個行政村和灘子、龍洞2個居委會。1999年灘子鎮政府駐地由灘子坎遷至玉龍場。
- 2001年6月5日，將將原灘子鎮所轄14個村委會，3個居委會，面積45.03平方公里，22983人（其中非農業人口1132人）和鹽井鎮的高梘、高碑、巨梁3個村委會，蔡家灣居委會，9.87平方公里，5006人（其中非農業人口1857人），劃歸草街鎮管轄，草街鎮共轄29個村委會，6個居委會，總面積96.28平方公里，總人口42578人，其中非農業人口4532人。草街鎮政府駐玉龍場。[4]。
- 2009年6月5日，將建制村由12個調整為9個。其中：保留大廟村，撤銷麻柳村、草鋪村、鏡灣村，原麻柳村第4村民小組併入龍潭村，原麻柳村第1村民小組併入桂林村，原麻柳村第2、3、5村民小組併入古聖村，原麻柳村第6、7村民小組併入高梘村，原草鋪村第1、2、3、4村民小組及原鏡灣村第6村民小組併入玉龍村，原草鋪村第5、6、7村民小組併入九石村，原鏡灣村第1、2村民小組併入楓木村，原鏡灣村第3、4、5村民小組併入百歲村。[5]
- 2009年12月31日，重慶市政府同意合川區撤銷草街鎮，設立草街街道[6]。草街街道轄原草街鎮行政區域。